# Комплекс підготовки нафти та газу Уран
Комплекс підготовки нафти та газу Уран – інфраструктурний об’єкт нафтогазової промисловості у індійському штаті Махараштра, споруджений для роботи з продукцією офшорних родовищ басейну Мумбай.
Завод почав роботу у 1978-му в межах розробки найбільшого нафтового родовища країни Бомбей-Хай, продукцію якого подали по нафтопроводу та газопроводу в район Уран (на узбережжі трохи південніше від Бомбею). Тут розмістили головний комплекс підготовки, який, зокрема, здійснює:
- остаточне розділення нафти, газу (приєднується до ресурсу, отриманого через газопровід) та води;
- вилучення із газу конденсату із наступним фракціонуванням на naphtha (нафтохімічна сировина) та зріджений нафтовий газ (пропан-бутанова фракція);
- очищення газу від сірководню та діоксиду вуглецю із доведенням їх вмісту до рівня не більше за 0,0004% та 0,005%;
- вилучення із очищеного від шкідливих домішок газу пропан-бутанової фракції;
- вилучення етан-пропанової фракції.
Комплекс має потужність по прийому 34 тисяч тон нафти та 11,5 млн м3 газу на добу, з яких можуть продукувати до 3,4 тисячі тон naphtha, ЗНГ та етан-пропанової суміші.
Видача товарного газу відбувається через трубопроводи Уран – Тромбей, Уран – Талоджа, Уран – Тал, а також на розташовану поруч ТЕС Уран.
Етан-пропанова суміш постачається піролізному виробництву компанії RIL по трубопроводу Уран – Наготане.
Завод має власну електростанцію із трьох газових турбін потужністю по 20 МВт, відпрацьовані якими гази живлять котли-утилізатори, що можуть продукувати по 60 тон технологічної пари на годину.